# 떠이닌
떠이닌시(베트남어: Thành phố Tây Ninh / 城舖西寧)는 베트남 동남부 지방에 위치한 떠이닌성의 성도로, 호찌민에서 북서쪽으로 약 90km 정도 떨어진 곳에 위치한다. 2013년을 기준으로 면적은 140km2, 인구는 153,537명이다. 까오다이교의 총본산이기도 하다.

## 역사
사이공 함락 이후, 떠이닌 읍은 3개의 프엉과 1개의 싸로 재편되었다. 2001년, 떠이닌읍은 5개의 프엉과 5개의 싸로 확장되었고, 2013년 12월 29일, 떠이닌읍은 공식적으로 닌선과 닌타인의 프엉으로 승격과 함께 떠이닌성의 성도의 지위로 승격되었다.

## 지리
떠이닌시는 각각 아래의 지역과 접경하고 있다.
- 동쪽 : 쯔엉민쩌우현과 접경
- 서쪽 : 쩌우타인현과 접경
- 남쪽 : 호아타인 시사와 접경
- 북쪽 : 떤비엔, 떤쩌우와 접경

## 행정구역
떠이닌시는 7개의 방(坊)과 3개의 사(社)로 구성된다.

### 방
- 1방 (Phường 1)
- 2방 (Phường 2)
- 3방 (Phường 3)
- 4방 (Phường 4)
- 히엡닌방 (Hiệp Ninh /協寧)
- 닌선방 (Ninh Sơn /寧山)
- 닌타인방 (Ninh Thạnh /寧盛)

### 사
- 빈민사 (Bình Minh /平明)
- 떤빈사 (Tân Bình / 新平)
- 타인떤사 (Thạnh Tân /盛新)

## 기후
떠이닌시는 남동부 지방의 전형적인 기후를 가지고 있다. 날씨는 비교적 온화하고, 열대 몬순 기후의 성질을 지니고 있으며, 고온으로 일년 내내 고르게 분포되어 있다. 날씨는 뚜렷한 두 계절로 나뉜다. 우기는 5월에서 11월까지이며, 건기는 12월에서 이듬해 4월까지 지속된다.
건기 초기는 건조하고, 건기가 끝나면 춥고 건조한 날씨가 된다. 우기에는 고온다습하며, 우박, 뇌우, 태풍과 폭풍과 같은 이상기후 현상이 많이 있다.
| 떠이닌의 기후                   | 떠이닌의 기후 | 떠이닌의 기후 | 떠이닌의 기후 | 떠이닌의 기후 | 떠이닌의 기후 | 떠이닌의 기후 | 떠이닌의 기후 | 떠이닌의 기후 | 떠이닌의 기후 | 떠이닌의 기후 | 떠이닌의 기후 | 떠이닌의 기후 | 떠이닌의 기후   |
| 월                              | 1월           | 2월           | 3월           | 4월           | 5월           | 6월           | 7월           | 8월           | 9월           | 10월          | 11월          | 12월          | 연간            |
| ------------------------------- | ------------- | ------------- | ------------- | ------------- | ------------- | ------------- | ------------- | ------------- | ------------- | ------------- | ------------- | ------------- | --------------- |
| 역대 최고 기온 °C (°F)          | 36.2 (97.2)   | 37.2 (99.0)   | 38.5 (101.3)  | 39.9 (103.8)  | 39.5 (103.1)  | 37.6 (99.7)   | 37.3 (99.1)   | 36.0 (96.8)   | 35.6 (96.1)   | 34.5 (94.1)   | 35.0 (95.0)   | 36.5 (97.7)   | 39.9 (103.8)    |
| 일평균 최고 기온 °C (°F)        | 32.2 (90.0)   | 33.4 (92.1)   | 34.8 (94.6)   | 35.2 (95.4)   | 34.2 (93.6)   | 32.8 (91.0)   | 32.2 (90.0)   | 32.0 (89.6)   | 31.6 (88.9)   | 31.5 (88.7)   | 31.6 (88.9)   | 31.5 (88.7)   | 32.7 (90.9)     |
| 일일 평균 기온 °C (°F)          | 25.8 (78.4)   | 26.7 (80.1)   | 28.0 (82.4)   | 29.0 (84.2)   | 28.5 (83.3)   | 27.6 (81.7)   | 27.2 (81.0)   | 27.2 (81.0)   | 26.9 (80.4)   | 26.7 (80.1)   | 26.4 (79.5)   | 25.7 (78.3)   | 27.2 (81.0)     |
| 일평균 최저 기온 °C (°F)        | 21.3 (70.3)   | 22.1 (71.8)   | 23.6 (74.5)   | 25.0 (77.0)   | 25.2 (77.4)   | 24.6 (76.3)   | 24.3 (75.7)   | 24.4 (75.9)   | 24.3 (75.7)   | 23.9 (75.0)   | 23.1 (73.6)   | 21.6 (70.9)   | 23.6 (74.5)     |
| 역대 최저 기온 °C (°F)          | 15.3 (59.5)   | 17.6 (63.7)   | 16.8 (62.2)   | 21.4 (70.5)   | 21.1 (70.0)   | 19.3 (66.7)   | 20.8 (69.4)   | 21.2 (70.2)   | 20.3 (68.5)   | 18.5 (65.3)   | 16.9 (62.4)   | 13.9 (57.0)   | 13.9 (57.0)     |
| 평균 강우량 mm (인치)           | 11.6 (0.46)   | 9.4 (0.37)    | 27.8 (1.09)   | 106.2 (4.18)  | 193.3 (7.61)  | 250.6 (9.87)  | 256.5 (10.10) | 240.2 (9.46)  | 334.5 (13.17) | 321.7 (12.67) | 132.9 (5.23)  | 49.4 (1.94)   | 1,934.1 (76.15) |
| 평균 강우일수                   | 1.7           | 1.7           | 3.1           | 7.8           | 15.6          | 19.7          | 20.9          | 20.8          | 22.5          | 21.6          | 11.9          | 4.2           | 151.3           |
| 평균 상대 습도 (%)              | 72.3          | 72.5          | 72.2          | 74.7          | 80.6          | 84.1          | 84.1          | 85.0          | 86.4          | 85.5          | 80.3          | 74.8          | 79.4            |
| 평균 월간 일조시간              | 248.0         | 239.8         | 265.2         | 242.8         | 233.4         | 196.2         | 198.6         | 188.4         | 175.3         | 194.5         | 210.5         | 230.8         | 2,613.3         |
| 출처: 베트남 과학기술양성연구소 |               |               |               |               |               |               |               |               |               |               |               |               |                 |

## 갤러리

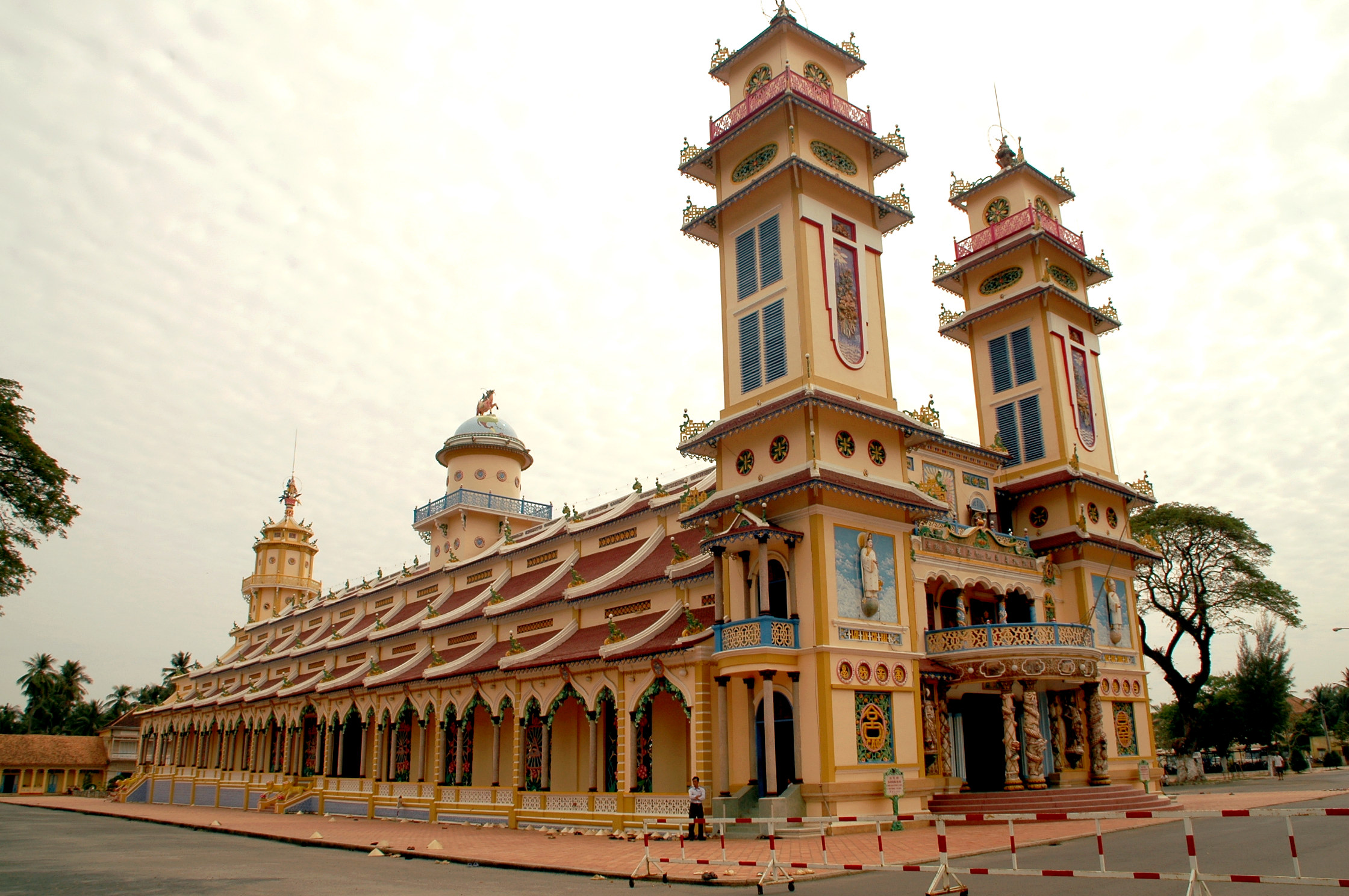
떠이닌 까오다이교 총본산
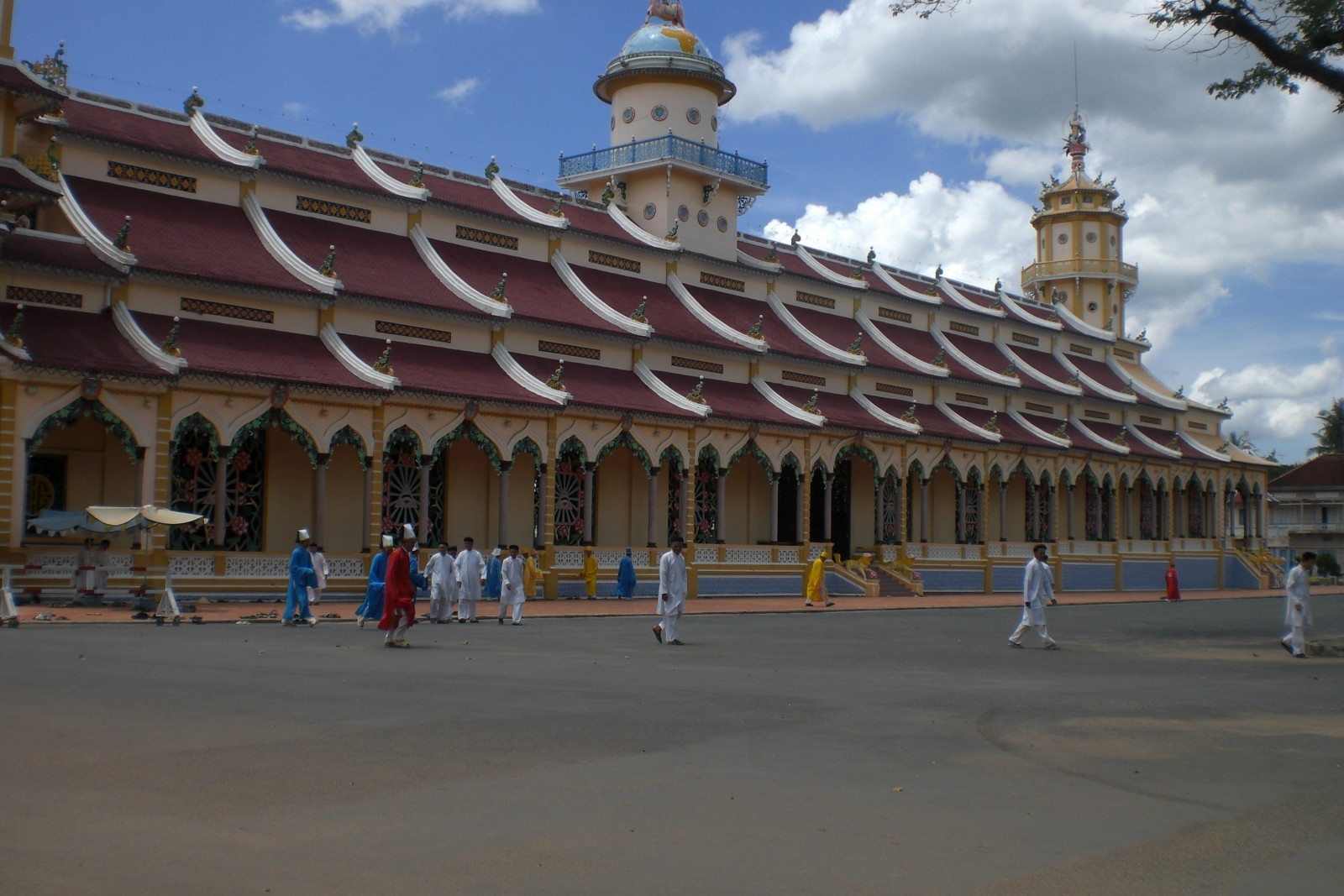
베트남 사원
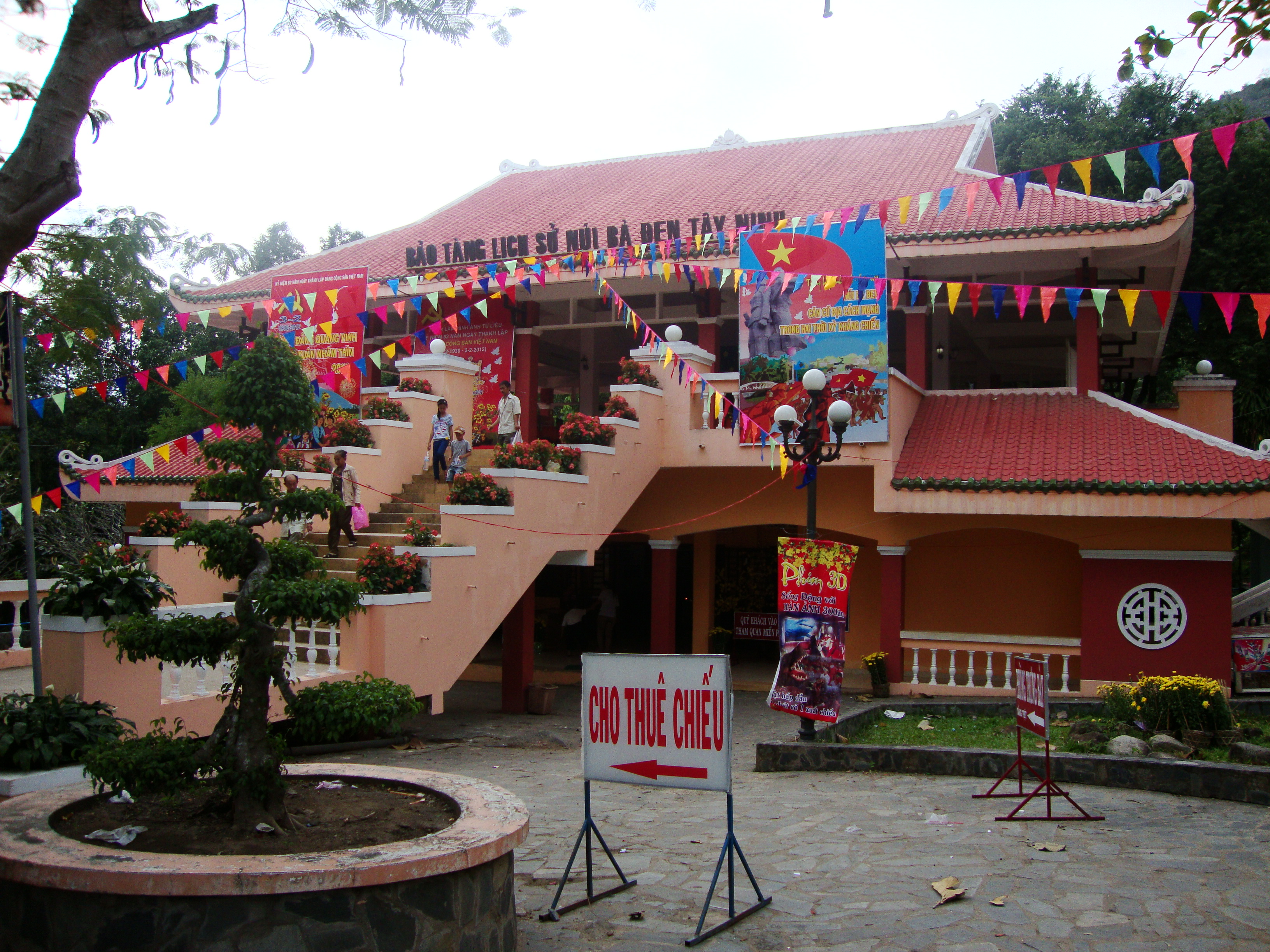
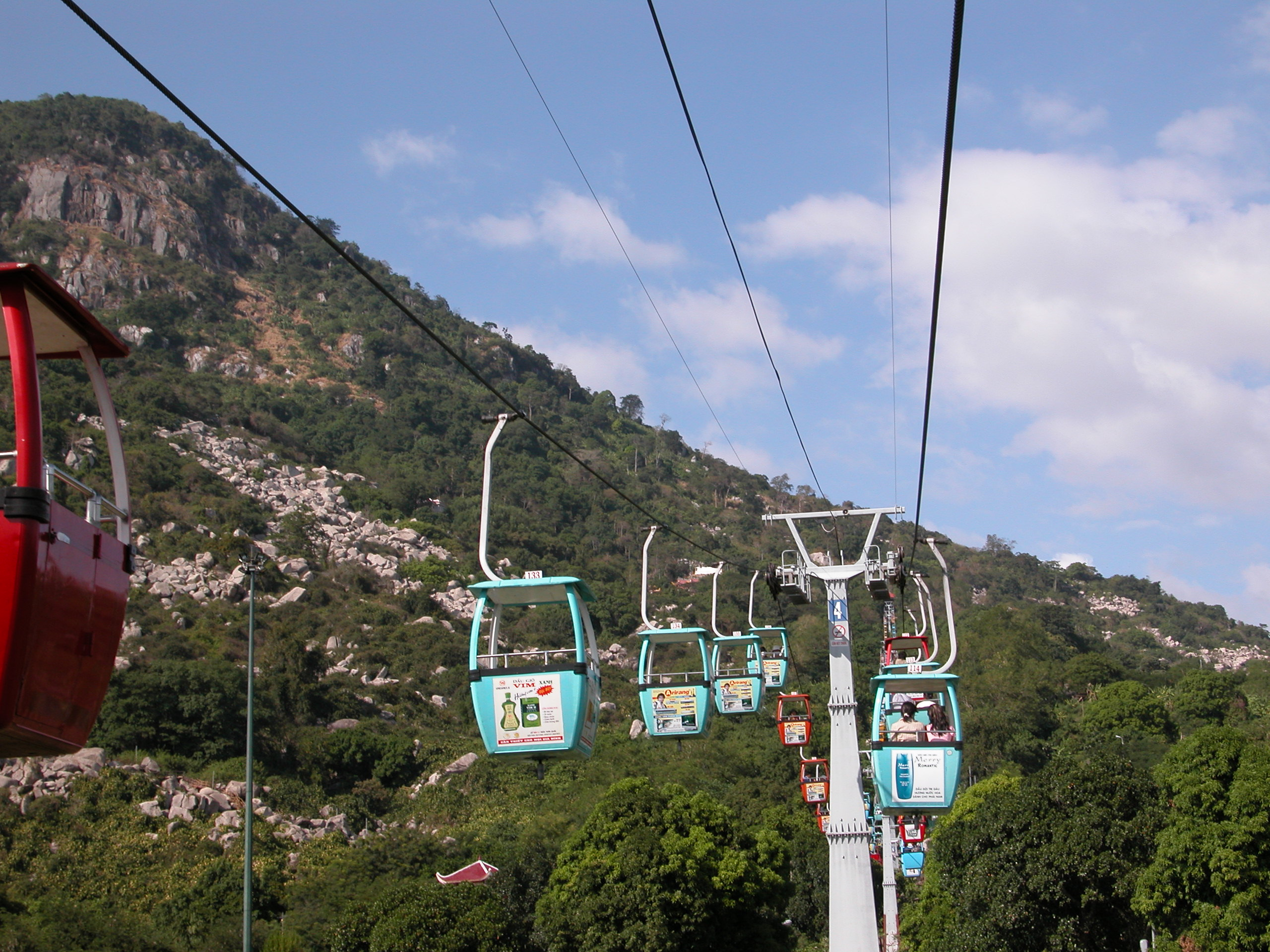
바덴산의 케이블카